# Niedergrützenbach
Niedergrützenbach ist ein Ortsteil von Marialinden, einem Stadtteil von Overath im Rheinisch-Bergischen Kreis in Nordrhein-Westfalen, Deutschland.

## Lage und Beschreibung
Niedergrützenbach liegt an der Kreisstraße 37. Es ist ein Ortsteil mit dörflichem Charakter mit einem Landwirtschafts-Ausbildungsbetrieb, etwas Gewerbe und Einzelhäusern. Wald und Felder bilden das Umfeld. Zwischen Niedergrützenbach und Fischermühle befindet sich die aufgelassene Grube Phönix, in der bis 1966 Blei und Zink abgebaut wurde. Naturräumlich gehört die Gegend zum schützenswerten Marialinder Riedelland, das wiederum zu den Agger-Sülz-Hochflächen zählt.

## Geschichte
Der Ort wurde erstmals im 13. Jahrhundert als Gruzzenbach urkundlich erwähnt. Das Bestimmungswort Grütze geht vermutlich tatsächlich auf Grieß oder Kies zurück.
Die Topographia Ducatus Montani des Erich Philipp Ploennies, Blatt Amt Steinbach, belegt, dass der Wohnplatz bereits 1715 vier Hofstellen besaß, die als Grüzemig beschriftet sind. Carl Friedrich von Wiebeking benennt die Hofschaft auf seiner Charte des Herzogthums Berg 1789 als Nied. Grüzenbach. Aus ihr geht hervor, dass der Ort zu dieser Zeit Teil der Honschaft Oderscheid im Kirchspiel Overath war.
Der Ort ist auf der Topographischen Aufnahme der Rheinlande von 1824 als Unter Grützemich verzeichnet. Die Preußische Uraufnahme von 1845 zeigt den Wohnplatz unter dem Namen Nieder Götzenbach. Ab der Preußischen Neuaufnahme von 1892 ist der Ort auf Messtischblättern regelmäßig als Niedergrützenbach verzeichnet.
1822 lebten 33 Menschen im als Hof kategorisierten Ort, der nach dem Zusammenbruch der napoleonischen Administration und deren Ablösung zur Bürgermeisterei Overath im Kreis Mülheim am Rhein gehörte und zu dieser Zeit Nieder-Grötzemig genannt wurde. Für das Jahr 1830 werden für den als Pachtgut bezeichneten Ort zusammen mit Obergrützenbach 86 Einwohner angegeben. Der 1845 laut der Uebersicht des Regierungs-Bezirks Cöln als Weiler kategorisierte und als Nieder-Grötzenbach bezeichnete Ort besaß zu dieser Zeit acht Wohngebäude mit 51 Einwohnern, alle katholischen Bekenntnisses. Die Gemeinde- und Gutbezirksstatistik der Rheinprovinz führt Niedergrützenbach 1871 mit zehn Wohnhäusern und 38 Einwohnern auf. Im Gemeindelexikon für die Provinz Rheinland von 1888 werden für Nieder Grützenbach acht Wohnhäuser mit 49 Einwohnern angegeben. 1895 besitzt der Ort acht Wohnhäuser mit 48 Einwohnern und gehörte konfessionell zum katholischen Kirchspiel Marialinden, 1905 werden acht Wohnhäuser und 64 Einwohner angegeben.
Der Hausnummerierungskataster von 1907 zählt in Neugrützenbach zehn Häuser und nennt die Eigentümer, die zumeist selbst dort wohnten: Peter Meiger, Wilhelm Frackenpohl aus Kreuznaaf (Bewohner: Jacob Bücheler), Peter Josef Manz, Peter Miebach (besaß 2 Häuser), Johann Manz, Johann Höck, Wilhelm Schwellenbach, NN. Broichhagen und die Gemeinde Overath, die hier eine Schule plante.
Im Jahr 1910 wurde die einklassige Schule eröffnet. Sie bestand (mit Unterbrechung von 1918 bis 1927) mindestens bis ins Jahr 1963. Als erste Lehrer verzeichnet die Schulchronik Friedrich Biesenbach aus Mülheim an der Ruhr und Julius Koch aus Trier. Im Jahr 1949 wurde die Schule auf zwei Klassen erweitert, die ein Jahr später von 60 Kindern besucht wurde. 1963 ging die Zahl der Kinder auf 25 zurück. Das lag vor allem daran, dass viele Familien, die während des Krieges aus Köln hier Zuflucht gesucht hatten, in ihre Heimat zurückgehen konnten.

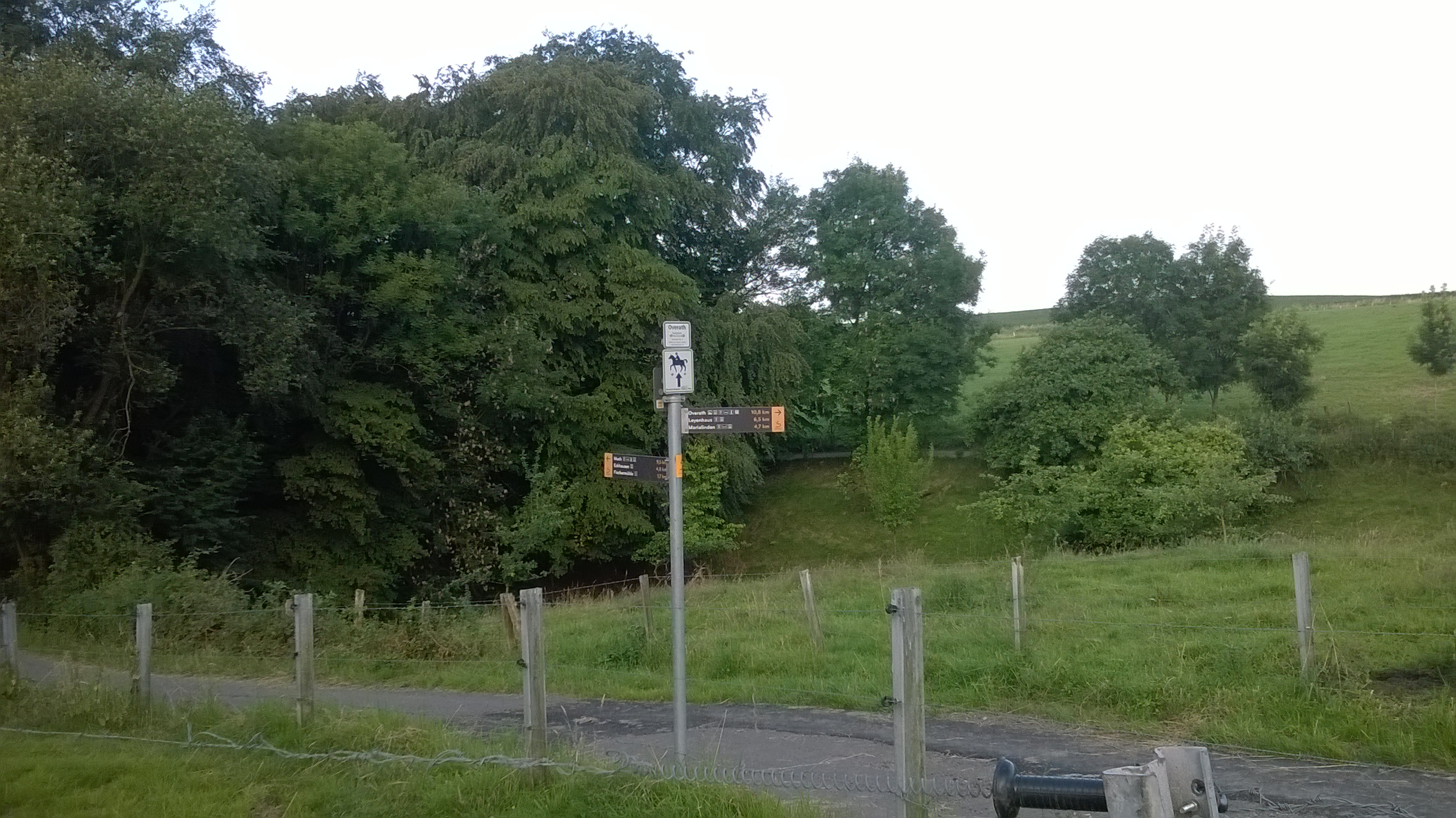
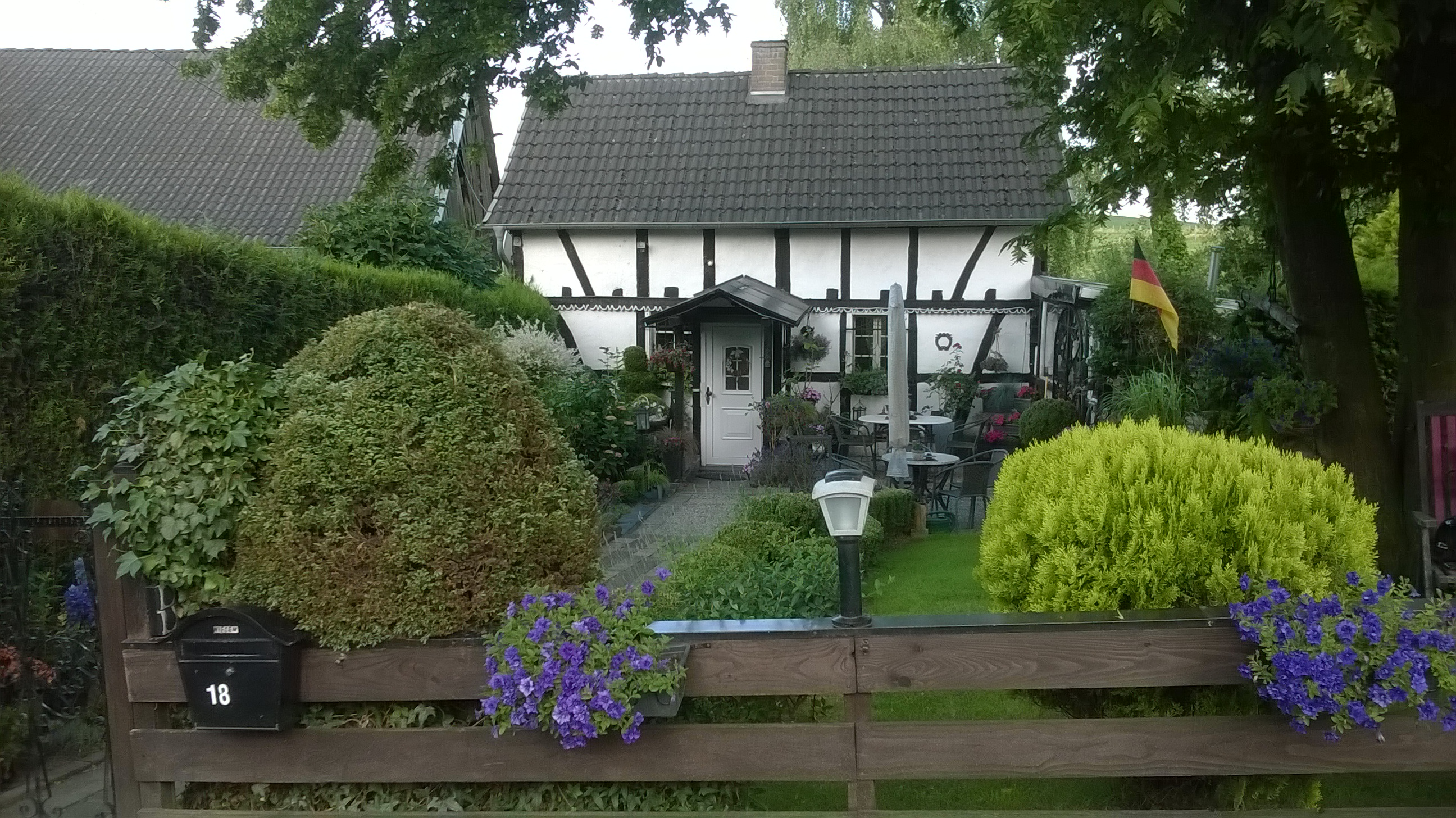
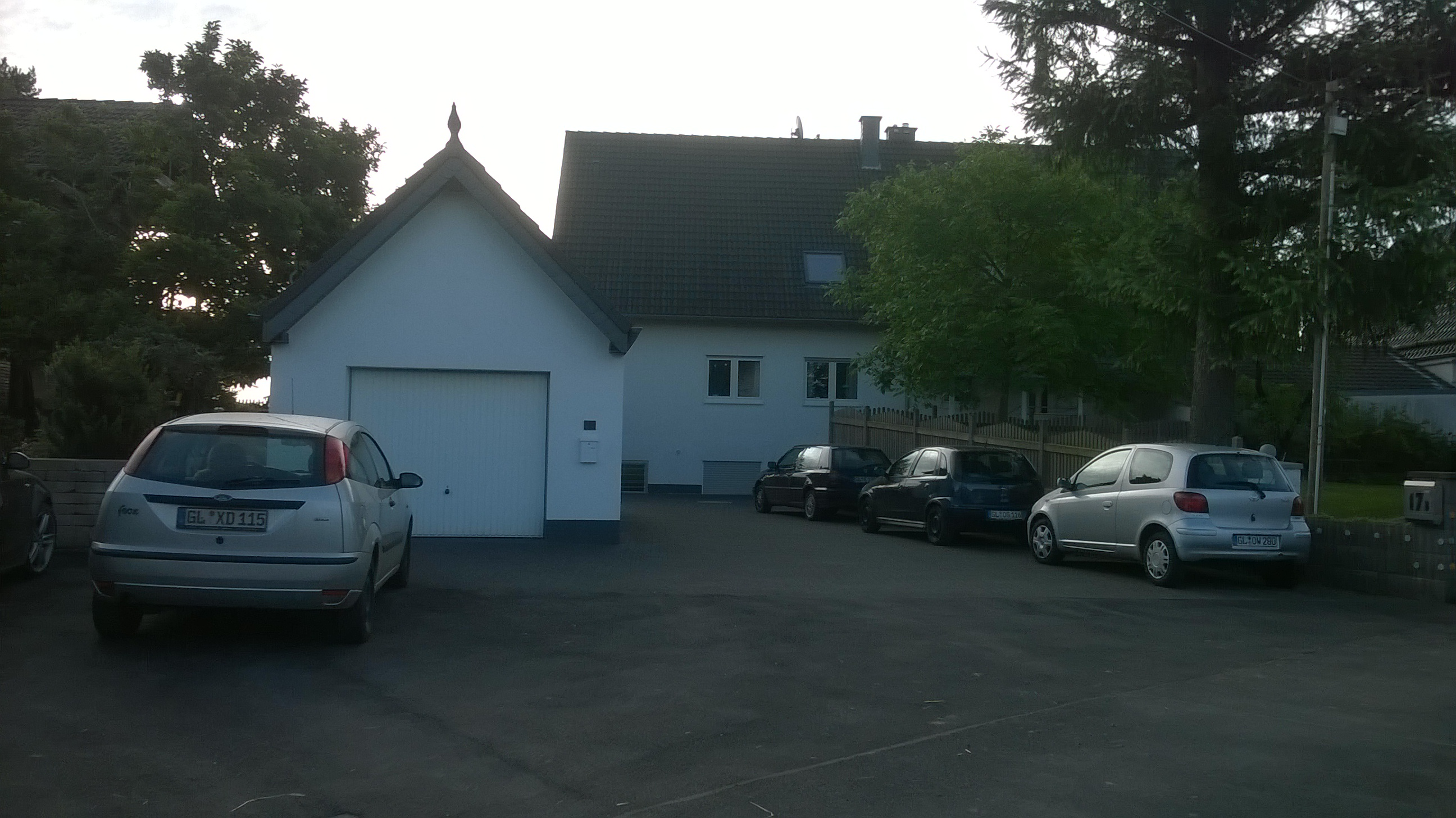
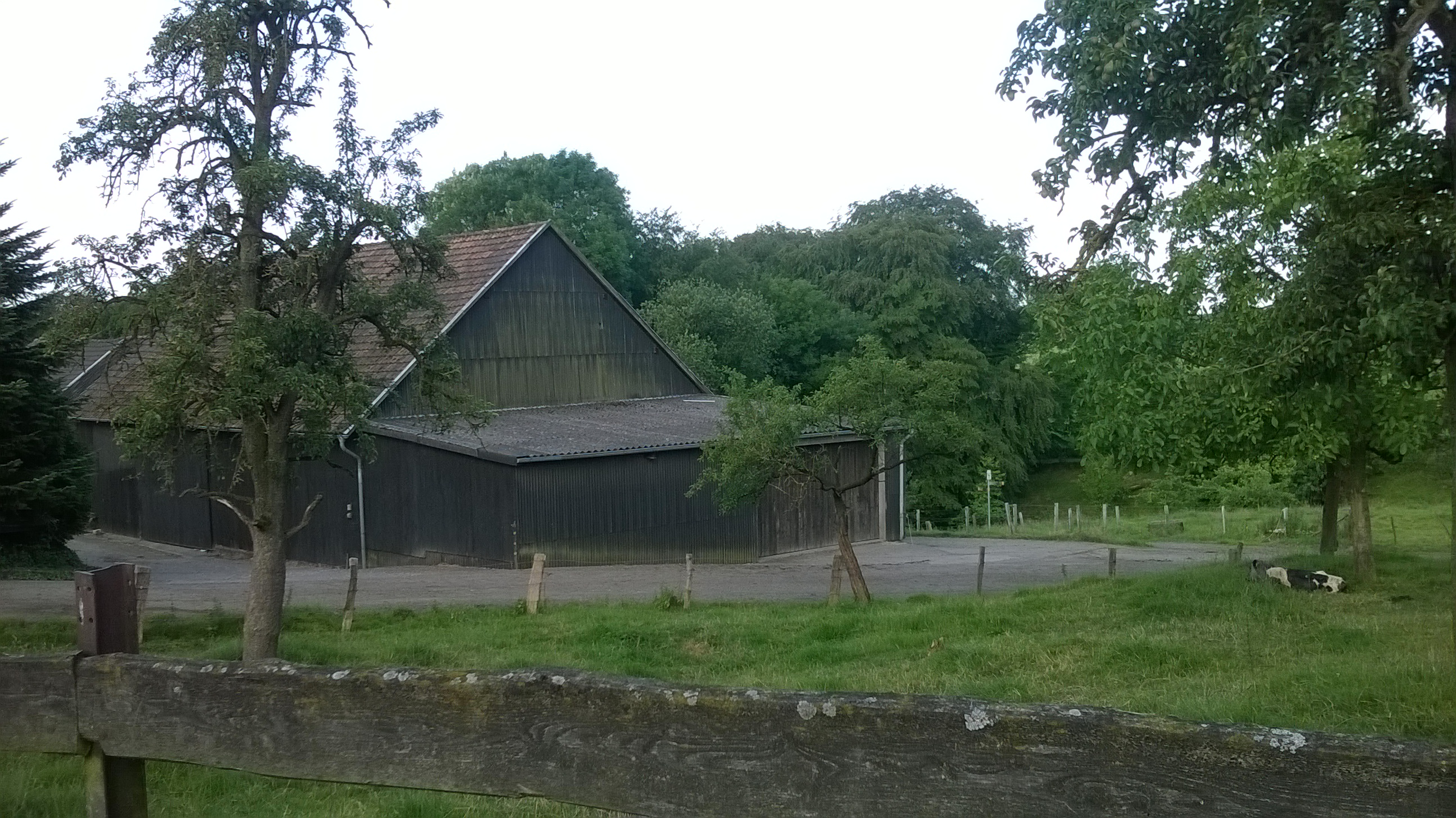

## Bergbau
Von 1854 bis 1911 wurde auf der Grube Phönix im südlichen Teil von Niedergrützenbach Bergbau betrieben. Gefördert wurden Blei-, Kupfer-, Eisen- und Zinkerze.